# Saint-Vincent, Aostadalen
Saint-Vincent är en ort och kommun i regionen Aostadalen i nordvästra Italien. Kommunen hade 4 621 invånare (2017) och har italienska och franska som officiella språk.